# Hermann Howaldt

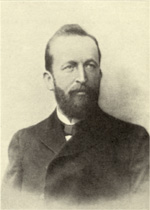
Hermann Howaldt (1852–1900)

Hermann Howaldt (* 26. November 1852 in Kiel; † 17. Mai 1900 ebenda) war ein deutscher Ingenieur und Unternehmer, Mitbegründer und Vorstandsmitglied der Howaldtswerke AG, der heutigen Howaldtswerke-Deutsche Werft AG (HDW), in der er die Abteilung Maschinenbau leitete.

## Leben

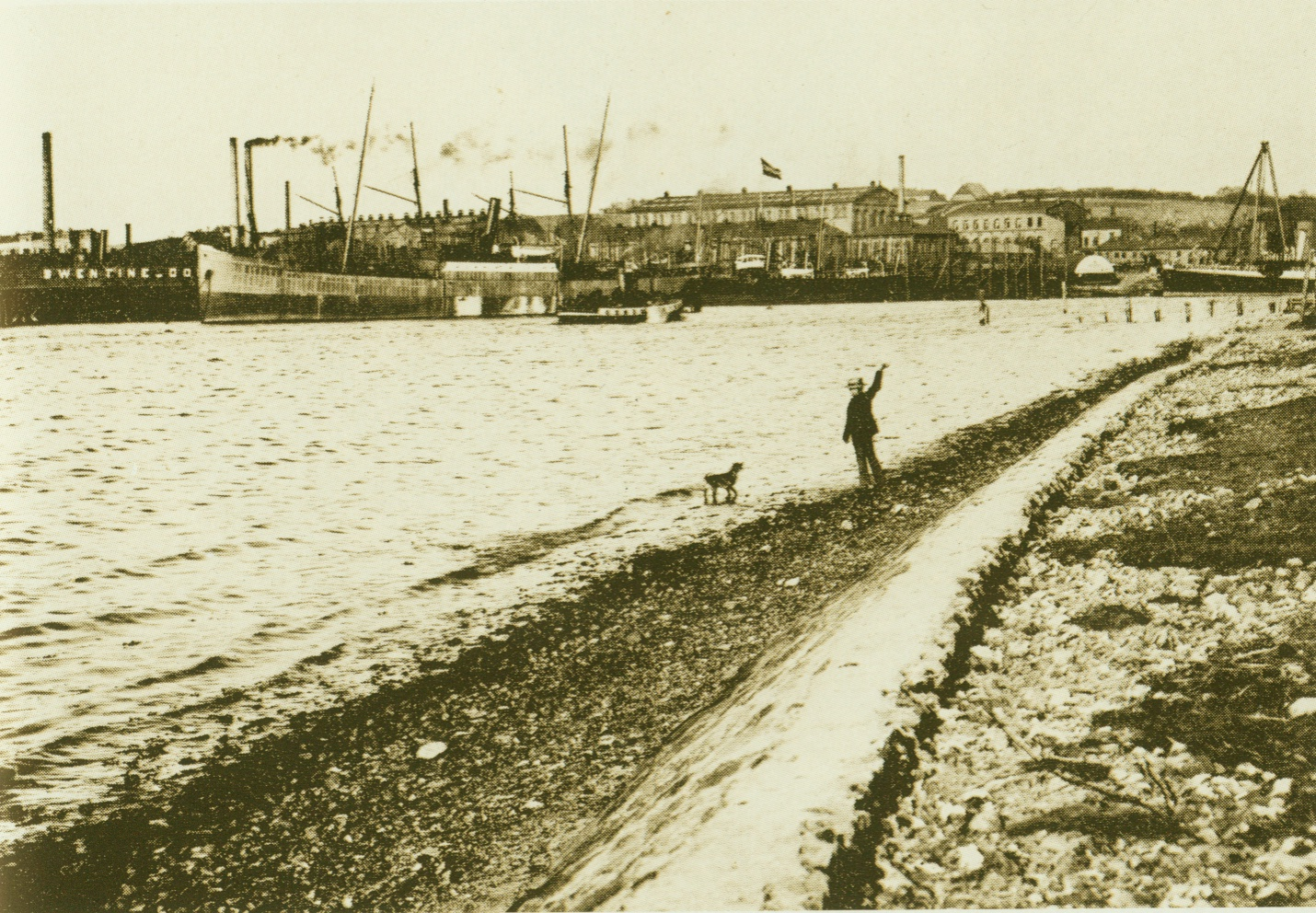
Howaldtswerke 1894

Nach Besuch der Kieler Gelehrtenschule machte er eine Lehre in der Maschinenbauanstalt Schweffel & Howaldt seines Vaters August Howaldt in Kiel. Im Anschluss studierte er Maschinenbau an der Technischen Hochschule Hannover.
1880 übernahm er gemeinsam mit den Brüdern Georg und Bernhard das väterliche Unternehmen, das unter der Firma Gebrüder Howaldt weitergeführt wurde. Er war als leitender Konstrukteur und später als Betriebsleiter („... besorgt seit 1880 die Ausführung der Aufträge“) tätig. Mit der Einbringung des Unternehmens Gebrüder Howaldt in die Howaldtswerke AG 1889 wurde Hermann Howaldt als Vorstandsmitglied Direktor der Maschinenfabrik der Howaldtswerke AG. Bis 1900 war er Mitglied des Kreistags für den Landkreis Kiel in Bordesholm. Mit der Konstituierung des Schleswig-Holsteinischen Bezirksvereins des Vereins Deutscher Ingenieure (VDI) im Jahr 1880 trat er diesem und dem Gesamtverein bei.
Hermann Howaldt war verheiratet in erster Ehe mit Emma Amalia Christiane geb. Jungclaussen (* 11. März 1859 in Meldorf; † 31. März 1885 in Dietrichsdorf; Heirat am 20. November 1881 in Flensburg), einer Tochter von Wilhelm Theodor Jungclaussen, und nach ihrem frühen Tod in zweiter Ehe mit ihrer älteren Schwester Maria Elisabeth Magdalena geb. Jungclaussen (* 17. Mai 1852 in Kiel; † 17. Mai 1930 in Kitzeberg; Heirat am 10. Dezember 1886 in Kiel). Er hinterließ bei seinem Tod am 17. Mai 1900 fünf Kinder. Sein Sohn Erwin heiratete Anneliese Scheibe, die Tochter des Mineralogen Professor Robert Scheibe in Berlin.
Seit 2005 ist HDW ein Unternehmen der ThyssenKrupp Marine Systems.
In Kiel-Diedrichsdorf ist an der Mündung der Schwentine von der ursprünglichen Werft heute nur noch die 1884 durch den bekanntesten Kieler Architekten seiner Zeit, Heinrich Moldenschardt, errichtete Alte Metallgießerei verblieben, die zum Industriemuseum ausgebaut wurde.